# Pholidoptera lucasi
Pholidoptera lucasi är en insektsart som beskrevs av Willemse, F.M.H. 1976. Pholidoptera lucasi ingår i släktet Pholidoptera och familjen vårtbitare. Inga underarter finns listade i Catalogue of Life.